# Janne Lindberg
Janne Lindberg (ur. 24 maja 1966 w Kuusankoski) – fiński piłkarz występujący na pozycji pomocnika. Trener piłkarski.

## Kariera klubowa
Lindberg treningi rozpoczął w zespole Kumu, a od 1984 roku grał także w jego pierwszej drużyny, występującej w trzeciej lidze. W sezonie 1988 awansował z nią do drugiej ligi, a w sezonie 1989 do pierwszej. W 1991 roku przeszedł do Haki, gdzie spędził sezon 1991. Następnie przeniósł się do drużyny MyPa. W sezonie 1992 wywalczył z nią Puchar Finlandii, a w kolejnych dwóch wicemistrzostwo Finlandii.
W 1994 roku Lindberg przeszedł do szkockiego Greenock Morton, grającego w Division Three. W sezonie 1994/1995 wywalczył z nim awans do Division Two i występował tam przez dwa sezony. W 1997 roku odszedł do niemieckiego 1. FC Saarbrücken z Regionalligi. Grał tam w sezonie 1997/1998.
Następnie Lindberg wrócił do MyPa, gdzie występował do końca kariery w 2003 roku.

## Kariera reprezentacyjna
W reprezentacji Finlandii Lindberg zadebiutował 20 lutego 1993 w zremisowanym 0:0 towarzyskim meczu z Estonią. 26 kwietnia 1995 w wygranym 4:0 pojedynku eliminacji Mistrzostw Europy 1996 z Wyspami Owczymi strzelił swojego jedynego gola w kadrze. W latach 1993–1996 w drużynie narodowej rozegrał 34 spotkania.